# Station Bischofswerder West-Pruisen
Station Bischofswerder Westpreußen was een spoorwegstation in de Poolse plaats Biskupiec. Voor 1945 was de Duitse naam van de stad Bischofswerder.